# Rubus meierottii
Rubus meierottii är en rosväxtart som beskrevs av Heinrich E. Weber. Rubus meierottii ingår i släktet rubusar, och familjen rosväxter. Inga underarter finns listade i Catalogue of Life.